# Міхайло Іліч
Міхайло Іліч (серб. Михајло Илић, нар. 4 липня 2003, Ягодина, Сербія) — сербський футболіст, центральний захисник італійського клубу «Болонья».

## Ігрова кар'єра

### Клубна
Міхайло Іліч народився у місті Ягодина і є вихованцем місцевого однойменного клуба. У 2016 році він перейшов до молодіжної системи столичного «Партизан», з яким у жовтні 2020 року підписав перший професійний контракт.
Дебютну гру в основі «Партизана» Іліч провів 21 листопада 2021 року, коли вийшов на заміну у матчі чемпіонату країни проти «Воєводини». У липні 2022 року футболіст продовжив контракт з клубом до 2027 року. У складі «Партизана» Іліч брав участь також у матчах єврокубків.
У січні 2024 року Міхайло Іліч перейшов до італійської «Болоньї», підписавши з клубом контракт на чотири з половиною роки.

### Збірна
У 2022 році у складі юнацької збірної Сербії (U-19) Міхайло Іліч брав участь у юнацькому чемпіонаті Європи в Словаччині. На турнірі футболіст провів три матчі.